# Hugs and Mugs
Hugs and Mugs (br.: Verdadeiras pérolas) é um filme de curta metragem estadunidense de 1950, dirigido por Jules White. É o 121º de um total de 190 filmes da série com Os Três Patetas produzida pela Columbia Pictures entre 1934 e 1959.

## Sinopse
Após ficarem um ano presas por roubos, três bonitas mulheres vão a um depósito pegarem o valioso colar de pérolas que esconderam da polícia e dos amantes bandidos, colocando-as em um estofado. O funcionário (Emil Sitka) avisa que mandou o objeto para leilão por conta do débito do depósito. As mulheres vão atrás dos arrematantes: os donos de uma loja de reformas de estofados que são, naturalmente, Os Três Patetas, e que acharam o colar o considerando sem valor. As mulheres se encontram com os Patetas e os seduzem, ganhando as pérolas como presente. Mas nesse momento chegam os bandidos que as seguiram e tem início uma grande luta confusa. Shemp consegue vencer os atacantes usando um ferro de passar fervente, sem antes ele próprio se queimar com o objeto. No fim, as mulheres dizem que estão arrependidas e vão pegar as pérolas e devolvê-las para a polícia e ficarem com os Patetas. Ao beijar sua namorada, Shemp se queima novamente com o ferro e corre para sentar numa tina d'água sem ver que um ventilador ligado havia caído ali. Ele sai da tina com os fundilhos rasgados pelo ventilador.